# Henrik Krogh Christensen
Henrik Krogh Christensen (5. december 1946 i Viborg – 9. august 2010 i Viborg) var en dansk tenor-operasanger der i over 40 år var tilknyttet Den Jyske Opera.

## Karriere
Han blev uddannet fra Det Jyske Musikkonservatorium i Aarhus. I 1968 fik Krogh Christensen den første rolle hos Den Jyske Opera, da han spillede Papageno i Emanuel Schikaneder og Mozarts opera Tryllefløjten under ledelse af Gerhard Schepelern. I denne rolle sang han baryton, og det var først senere at hans stemmeleje skiftede til den høje tenor.
I sin over 40 årige karriere havde han en række solistroller på Den jyske Opera og ved andre operakompagnier i Danmark. Henrik Krogh Christensen sang blandt andet Ceprano i Giuseppe Verdis Rigoletto, Spalanzani i Hoffmanns Eventyr af Jacques Offenbach og ikke mindst hushovmesteren i Rosenkavaleren af Richard Strauss. Desuden var han solist i en del oratorieopførelser som Händels Messias, Franz Schuberts messe i As-dur, Joseph Haydns Skabelsen og J.S. Bachs Juleoratorium.
Henrik Krogh Christensen var engageret i at få unge mennesker til at interessere sig for opera, og han spillede mange forskellige roller i Musikteatret Undergrundens forestillinger for børn og unge. Desuden har Krogh Christensen sunget og spillet betjenten i musicalen Esther af Bent Fabricius-Bjerre på Aalborg Teater, ligesom han i 2001 sang partiet som Hr. Leonard i Carl Nielsens Maskerade på Den Ny Opera i Esbjerg. I 2001 blev han fast medlem af Den Jyske Operas tenorgruppe.
Han var også aktiv med mange kirkekoncerter, hvor han oftest havde sin hustru Ingegerd Bogh med som organist. Han optrådte også som konferencier og sanger ved Randers kammerorkesters koncerter, teater- og gadeskuespiller, ligesom Krogh Christensen fungerede som oplæser af H.C. Andersens eventyr.
Krogh Kristensen optrådte også sammen med Jacob Næslund Madsen og Hans Dueholm under navnet "De 3 Jyske Tenorer". En af deres sidste koncerter var i Mols Bjerge i august 2008.
Krogh Christensen spillede og sang i sæsonen 2008-09 sin sidste rolle på Den Jyske Opera, da han var 2. præst i Tryllefløjten. Han var ramt af alvorlig sygdom og lod sig 1. juli 2010 pensionere fra Operaen efter 42 års tjeneste. Han døde godt en måned senere.

### Indspilning
Henrik Krogh Christensen tog i starten af 2000'erne initiativ til at indspille nogle gamle romantiske kirkesange. Sammen med hustruen Ingegerd og solocellist Helle Sørensen sammensatte de et repertoire med musikstykker af Gottfred og Frederik Matthison-Hansen, Jakob Fabricius, Asger Hamerik, Betty Federhof-Møller, Alfred Toft og Adam Krygell.
Albummet blev indspillet i Sortebrødre Kirke i Viborg. Albummet kaldte de "Danish romantic songs for the church", kom til at indeholde i alt 14 numre, på grund af den tidligere domorganist i Viborg, Richard Sennels, indspillede 3 af sine egne kompositioner til albummet. Det udkom i 2002.

## Privat
Henrik Krogh Christensen var gift med organist Ingegerd Bogh, og de var ved Henrik Krogs død i 2010 bosat i Tjele ved Viborg. De havde sammen 3 børn, alle drenge.
Krogh Christensen døde 9. august 2010 efter længere tids sygdom. Han blev 17. august begravet fra Viborg Domkirke og jordpåkastelsen foregik efterfølgende på Viborg Kirkegård.